# Museo de Ciencias Naturales Gesué Pedro Noseda
El Museo de Ciencias Naturales Gesué Pedro Noseda es un museo ubicado en la ciudad de Lobería, provincia de Buenos Aires, Argentina. Se fundó el 21 de mayo de 1960, lleva el nombre de su fundador y toma lugar en el Club de Pesca Lobería.
Exhibe colecciones paleontológicas, de megafauna extinta, que convivió con los seres humanos hace más de 10.000 años, colecciones arqueológicas de restos de poblaciones indígenas que habitaron la región desde el inicio del poblamiento americano y colecciones de fauna taxidermizada y flora actuales que recrean diversos ecosistemas del área pampeana.

## Historia
El museo se creó en el año 1960 como parte cultural del Club de Pesca Lobería, por decisión unánime de los miembros de la Comisión Directiva de esa institución, que había sido fundada cuatro años antes, en 1956. Inicialmente se inauguró bajo el nombre de "Museo de Historia y Ciencias Naturales del Club de Pesca de Lobería", y fue refundado en el año 1993, momento en el que se lo nombró con su denominación actual. Fue reconocido oficialmente como institución el 13 de mayo de 1965 por el gobierno municipal, mediante el decreto 396/65, y declarado Patrimonio Cultural de los loberenses por Ordenanza Municipal N°1232/06.
Como hecho que antecedió y propició la fundación del museo, y por iniciativa de dos de los miembros de la comisión, Gesué Pedro Noseda y Horacio Cerimelo, se elaboraron muestras de preparados biológicos con el fin de mostrar las especies ictícolas que habitaban en el río Quequén Grande y sus afluentes. Posteriormente, con base en una mirada integral de la diversidad biológica de ese ambiente, crearon un espacio donde exhibir, no solo las especies de peces, sino también de mamíferos, aves y reptiles que formaban parte de la biota del río. Para lo mismo, se dieron a la tarea de aprender el arte de la taxidermización. La pieza fundacional a partir de la cual se crea el museo, fue la coraza de un gliptodonte, hallada en el año 1959 en las barrancas del Río Quequén Grande, por dos pescadores y socios del club, Efraín Rumi y Francisco García.
A lo largo de la década de 1960, durante numerosas campañas expeditivas a diferentes zonas del partido y cercanas, Noseda halló sitios arqueológicos con importante contenido cultural, como los de Cerro El Sombrero, Cerro La china, Paso Otero y Zanjón Seco, que significaron un gran aporte a la arqueología de la zona pampeana y, específicamente, del Sistema de Tandilia. En el año 1960, en una de las expediciones en las que se aventuró, descubrió, en la cima del cerro El Sombrero, restos líticos que llamaron su atención por la diferencia que presentaban con los encontrados hasta el momento, entre ellos uno de los hallazgos más importantes, las puntas cola de pescado. Los estudios realizados a partir de ello fueron significativos para el conocimiento de la tecnología lítica y de la cultura de los primeros pobladores a nivel regional. Las dataciones radiocarbónicas indican un fechado superior a los 10.000 años AP.
El objetivo que tenía Gesué Noseda como director del museo era lograr la articulación de la institución con la comunidad, e impulsar y fomentar las investigaciones científicas en la zona, en diferentes líneas de competencia. De esta manera, se empeñó en establecer relaciones con especialistas de otros museos y con investigadoras/es, invitándoles a dar charlas, conferencias y a participar de actos culturales en la ciudad. Esto propició el intercambio y el diálogo entre los/as interesados/as, a quienes llevó a recorrer el territorio con el fin de señalarles lugares donde había encontrado o donde potencialmente se hallarían restos, así como también posibilitó la solicitud de préstamos para realizar exhibiciones temporales. Se contactó con investigadores de la Universidad Nacional de La Plata (UNLP), la Universidad de Buenos Aires (UBA), la Universidad Nacional del Centro (UNICEN), y de CONICET, entre otras. Entre los primeros investigadores con quien tuvo contacto se encontraban Eduardo Tonni, paleontólogo de la UNLP, el Dr. Ciro René Lafon, quien trabajaba como investigador arqueólogo y docente en el Museo Etnográfico J. B. Ambrosetti, y Rodolfo Casamiquela, quien se desempeñaba como investigador y docente en paleoantropología en el Museo de La Plata. Establecieron relaciones duraderas, de intercambios de correspondencia, invitaciones para actos culturales y trabajos de campo, generando así una reciprocidad que benefició al desarrollo de los estudios científicos y la comunicación de los hallazgos y los conocimientos producidos a la comunidad. Posteriormente, Lafon puso en contacto a Gesué Noseda y al Dr. Guillermo Madrazo, con quien compartía lugar de trabajo y quien, a su vez, trabajaba en el Museo Etnográfico Dámaso Arce. Él fue quien continuó con el desarrollo de la investigación arqueológica en la zona, realizando excavaciones en los sitios Paso Otero y Zanjón Seco y prospecciones en el Cerro el Sombrero. Asimismo, fue quien presentó al Dr. Gustavo Politis a Noseda y la zona donde posteriormente iba a desarrollar sus estudios. El hallazgo de estos sitios arqueológicos atrajo el interés de numerosas/os investigadoras/es, como la Lic. Nora Flegenheimer, quien estudió y dio nombre a la Localidad Arqueológica Cerro La China y Cerro El Sombrero, la Dra. Diana Mazzanti, que realizó estudios en la Localidad Arqueológica Lobería I, y los doctores Gustavo Martínez y Mariano Bonomo, entre otros.
Tanto en materia de arqueología, como en paleontología e historia, las colecciones del museo han sido material de estudio para el desarrollo de tesis y de artículos científicos. La importancia de sus colecciones y exhibiciones, sumada a las relaciones duraderas que han sabido establecer sus miembros, desde su fundación hasta el presente, y las continuas actividades que desarrollaron y continúan desarrollando, han logrado que este museo sea reconocido tanto a nivel nacional como internacional. En el año 1996, don Gesué Pedro Noseda, fue declarado Ciudadano Ilustre del Distrito de Lobería por el Honorable Consejo Deliberante y, en el año 2010, Ciudadano Ilustre de la provincia de Buenos Aires por la Honorable Cámara de Diputados de la Provincia, por su destacada labor como investigador en el campo arqueológico y paleontológico bonaerense (Expediente D-200/10-11).

## Exhibiciones

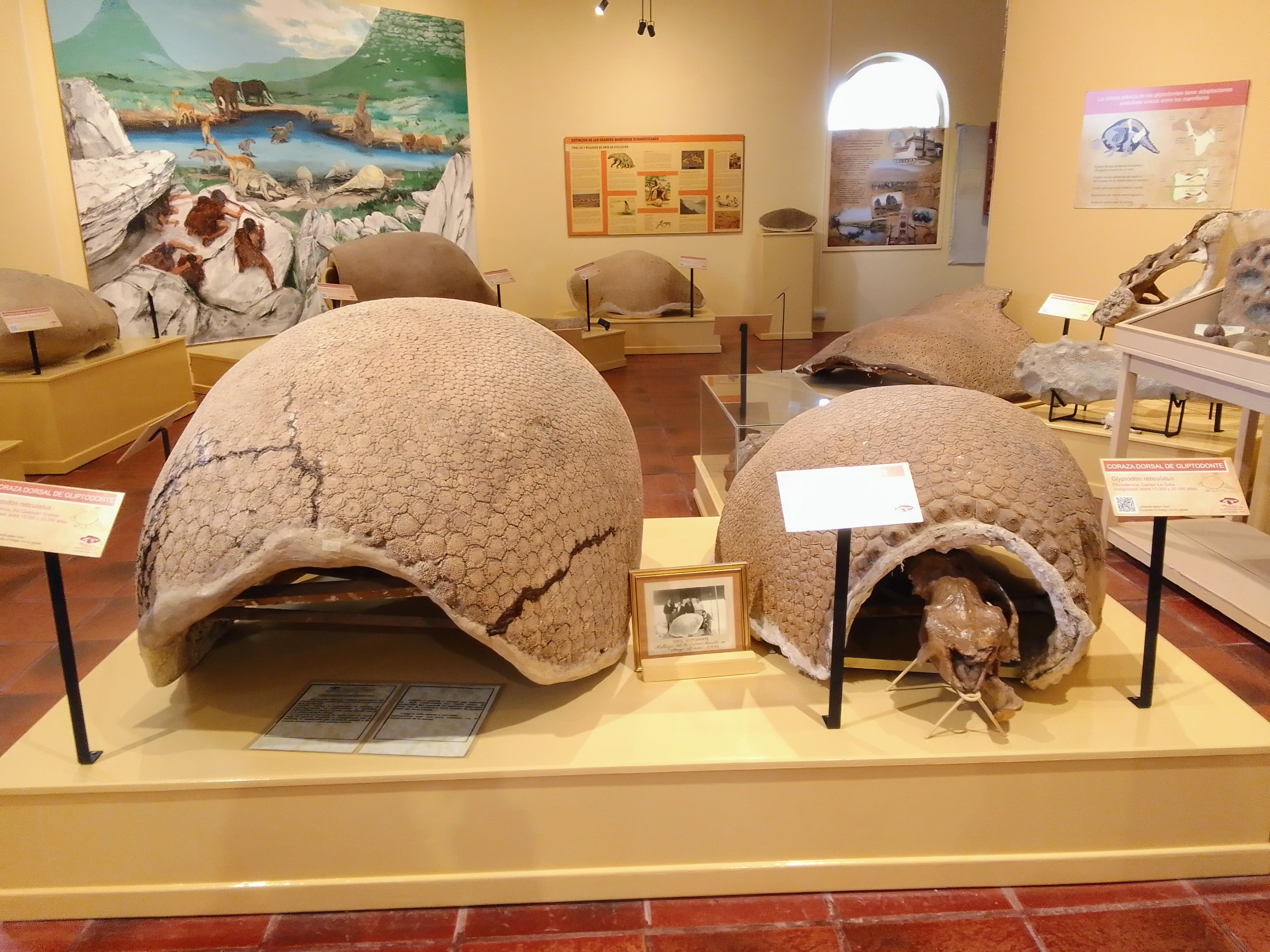
Corazas de diferentes especies de Gliptodontes

### Sala de paleontología
Presenta piezas originales y réplicas de restos de megafauna extinta que habitaron la zona entre un millón y 10.000 años antes del presente. Entre los ejemplares de megafauna pampeana se encuentran representados gliptodontes, megaterios, mastodontes y Schelidotherium, un género de perezoso gigante. Este ejemplar es el tercer esqueleto armado en el país. Destaca de esta sala la importante colección de corazas de  gliptodontes, tratándose de ejemplares casi completos o completos de todas las especies conocidas de este género de los últimos 30.000 años. A su vez, se encuentran exhibidos restos de Hoplophorus (mulitas) y Eutatus (tatú carreta).   

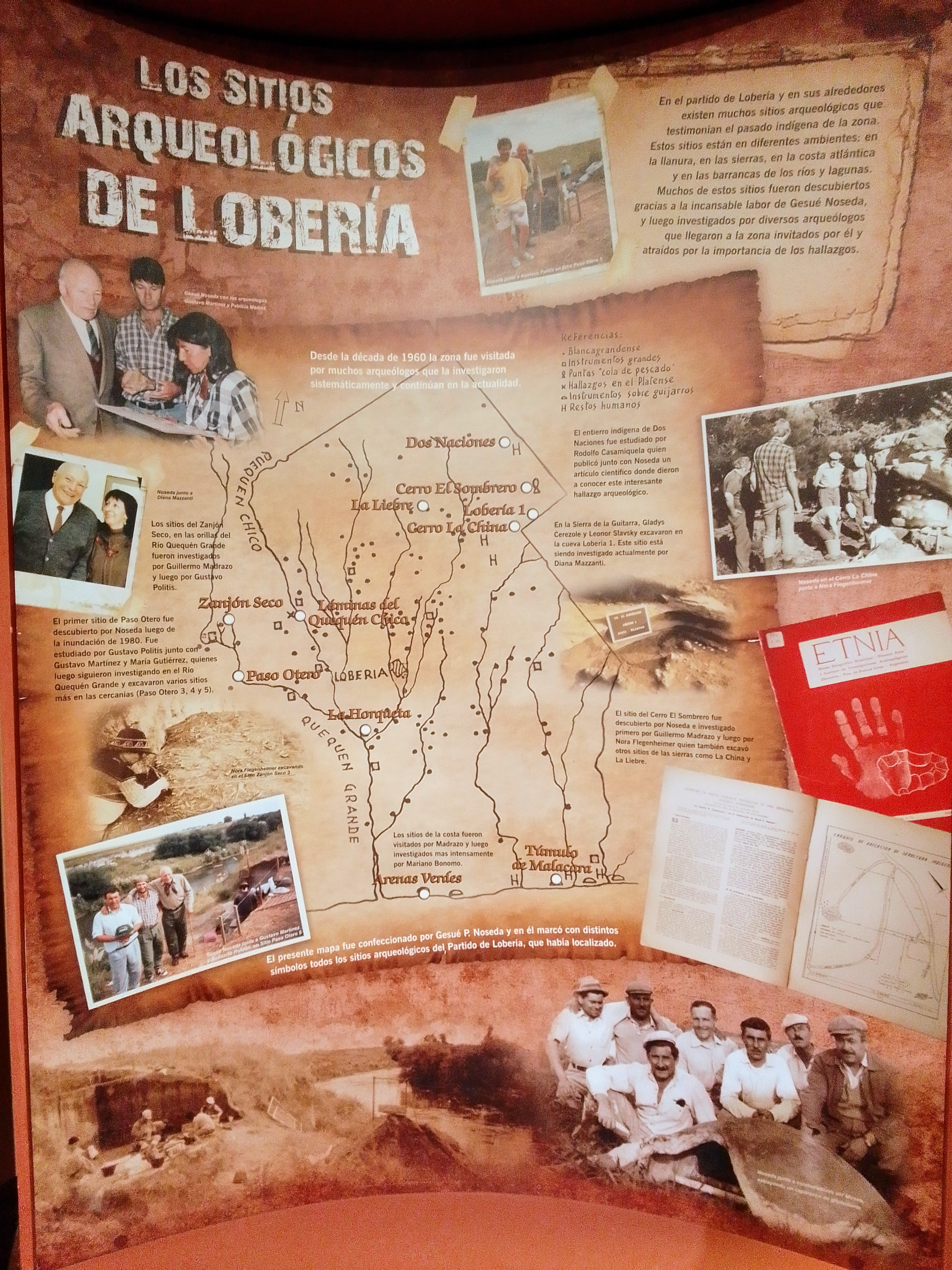
Mapa del Partido de Lobería donde Noseda ubicó más de cien sitios arqueológicos identificados a partir de su experiencia.

### Sala de arqueología
Se exponen materiales culturales que son evidencia de los modos de vida de las poblaciones que habitaron el territorio desde los comienzos del poblamiento de la región, hace aproximadamente 10.000 años con datación radiocarbónica, hasta momentos históricos. Estos restos comprenden artefactos líticos, como boleadoras, elementos de molienda y las reconocidas puntas de proyectil, y restos de cerámica que corresponden al Holoceno tardío (3.000 años AP).   
Entre las exhibiciones del museo se encuentra una representación del mapa confeccionado por G. Noseda, en el que registró la ubicación de más de cien sitios arqueológicos, reconocidos hasta el momento, en el territorio comprendido por el Partido de Lobería y cercanías. Fue la primera cartografía general de contenido arqueológico realizada para la zona y fue publicada por el Dr. G. Madrazo en un artículo científico en la revista Etnia.
En la sala se puede ver también el bloque de cuarcita bajo el cual se halló el entierro de una mujer con un caballo, y un artefacto de molienda y un núcleo de cuarcita que formaban parte del ajuar funerario. Este hallazgo fue realizado en una de las campañas realizadas por Noseda junto con Casamiquela en la estancia El Porvenir, en el Paraje Dos Naciones. En este lugar se realizó la excavación y los restos fueron llevados al Museo de La Plata para su estudio.

### Sala de taxidermia
En esta sección se exponen ejemplares de animales taxidermizados, algunas especies de aves, mamíferos y reptiles de origen autóctono, y otras especies de aves y mamíferos exóticos. En la actualidad, se está trabajando en el proyecto Lobería: sierras, mar y río. Relevamiento de fauna y flora local, que tiene como objetivo renovar esta sala e incentivar a la comunidad a formar parte de esta actividad.

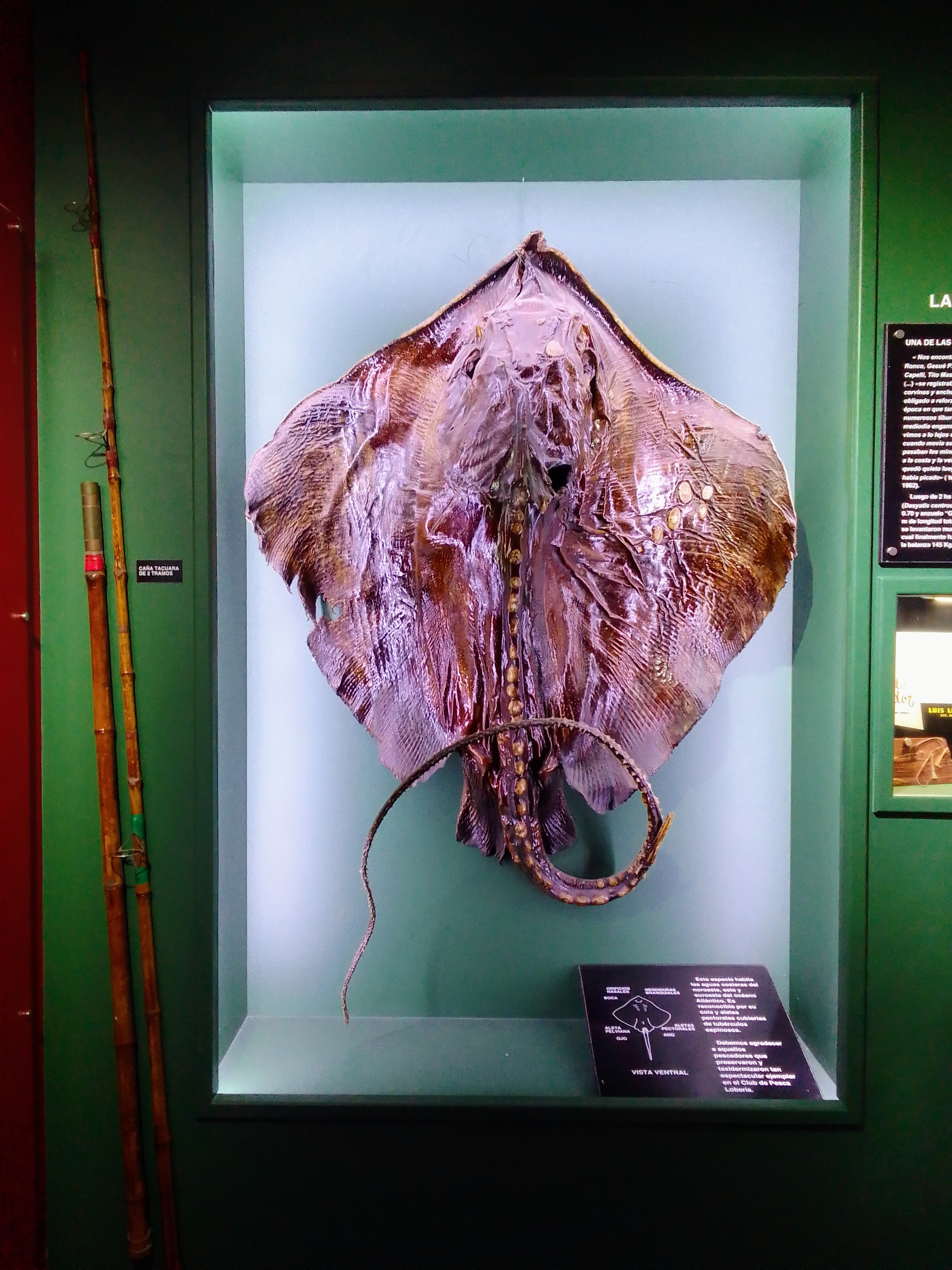
La raya gigante, es un ejemplar de Dasyatis Centroura, capturado por el pescador Hugo Gramigna durante una jornada de pesca en las playas de Arenas Verdes, Partido de Lobería.

### Sala de flora y fauna
Esta sala, denominada Lobería: Patria Chica, se inauguró en el año 2017, como parte de un proyecto que elaboró y llevó a cabo el Grupo de Amigos del Museo, y tuvo como finalidad incentivar a la comunidad al cuidado e interés por el patrimonio natural de Lobería. Exhibe dioramas que recrean ambientes naturales de la zona pampeana, tales como laguna y llanura, sierra y costa, con flora y fauna taxidermizada originales de cada ambiente, con la utilización de recursos museísticos como códigos QR que permiten acceder a las audioguías.

## Actividades
Numerosas han sido las actividades desarrolladas por este museo y sus integrantes a lo largo de los años, que lo han mantenido activo y en interacción con la comunidad. Se pueden mencionar: visitas guiadas al público general y a grupos escolares, tanto de Lobería como de otras ciudades, talleres educativos como "Lobería y los fósiles. Pequeños paleontólogos por un día" y "Pintando nuestras sierras. Arte rupestre", organización de charlas, conferencias, muestras temporales y salidas al campo con investigadores y especialistas de las diferentes disciplinas, participación en proyectos como "Caminando sobre gliptodontes y tigres dientes de sable" y "Arqueología, Educación y Museos. Encuentros entre investigadores y comunidades locales", ambos proyectos desarrollados por investigadoras/es del Museo de La Plata, participación en videos documentales, entre otras. En el año 2023, junto con el Municipio de Lobería, se llevó a cabo el proyecto "Paisaje del cuaternario loberense", cuya finalidad fue la creación de un espacio temático con la construcción de esculturas de megafauna que habitaron el territorio en el pasado.